# E. T. C. Werner
Edward Theodore Chalmers Werner (12 de noviembre de 1864–7 de febrero de 1954), fue un diplomático británico en la China de finales de la dinastía Qing y sinólogo especializado en superstición, mitos y magia chinos.

## Primeros años
E.T.C. Werner nació en Port Chalmers, Dunedin, Nueva Zelanda. Su padre era prusiano y su madre inglesa. Estudió en Tonbridge School. Su padre murió en 1878 y E. T. C. tuvo que buscarse una carrera. Aprobó los exámenes de ingreso en el Cuerpo de Cadetes del Extremo Oriente.

## Carrera diplomática
Werner llegó a Pekín en la década de 1880 adscrito a la legación británica como estudiante de interpretación. Permaneció en el servicio consular británico en China hasta 1914, sirviendo en destinos que incluían un tiempo trabajando en la Cancillería de la Legación de Pekín, luego un año en Cantón (Guangzhou),dos en Tientsin (Tianjin) y otros dos en Macao. Más tarde pasó un año en Hangchow (Hangzhou), otro en el fondeadero de Pagoda (Mawei), un año en la aislada Kiungchow (Qiongshan) en la isla de Hainan en 1900, un par de años en el golfo de Tonkín en el remoto destino de Pakhoi (Beihai) antes de ser destinado a Kongmoon (Jiangmen). Tras un ascenso, Werner fue nombrado cónsul en el concurrido puerto de Kiukiang (Jiujiang), donde permaneció cuatro años. En 1911 fue nombrado cónsul general británico en Foochow (Fuzhou). Dejó el servicio consular en 1914.
Tras su jubilación, Werner regresó a Pekín, donde se concentró en sus estudios sinológicos. Fue miembro del comité de planificación de la Peking Union Medical College, profesor de la Universidad de Pekín, miembro de la Oficina de Historiografía del gobierno chino y miembro de la Real Sociedad Asiática.
E. T. C. Werner se casó con Gladys Nina Ravenshaw (1886-1922) en 1911 en Hong Kong. Gladys era hija del teniente coronel Charles Withers Ravenshaw, antiguo residente británico en Nepal. En 1919 la pareja adoptó una niña, Pamela, en Pekín. Entre 1943 y 1945 E. T. C. Werner fue internado por los japoneses en el campo de internamiento de Weihsien, The Weihsien Compound, en Shandong.
Pamela fue asesinada en enero de 1937, un crimen que nunca se ha resuelto. En 2011, el escritor británico Paul French, expatriado residente en China, publicó un estudio sobre el asesinato, Midnight in Peking, que explora la carrera y el carácter de Werner y ofrece una solución al misterio.Actualmente, Kudos está produciendo una adaptación televisiva del libro con guion de Richard Warlow (creador, guionista y show runner de la serie de BBC Television y Amazon Prime Ripper Street).Jonathan Spence, en una reseña del libro, especula que parte de la razón por la que no se resolvió el crimen fue que Werner hizo "un culto autoaislado de su soledad". Puede que fuera cierto que le desagradaba la mayoría de la gente que conocía, y que no hiciera ningún intento por ocultarlo". Añade que Werner "no era el tipo de hombre que hacía que la gente quisiera ayudarle cuando estaba en apuros. Enfureció a los británicos, no se puso en contacto con los oficiales chinos asignados al caso, dio sus propias conferencias de prensa contradictorias en las escaleras de la subestación regional y husmeó en los probables escenarios del crimen sin permiso."

## Obras seleccionadas
- China of the Chinese, 1919
- Werner, E. T. C. (1922). Myths & Legends of China. New York: George G. Harrap & Co. Ltd. Consultado el 14 de marzo de 2007. (Project Gutenberg eText.)
- Chinese Ditties (1922)
- Dictionary of Chinese Mythology (1932)
- Weapons of China (1932)